# Mellum
Mellum egy Alsó-Szászországhoz tartozó német sziget az Északi-tengerben a Weser és a Jade torkolata között. A sziget a Hohe-weg nevű watt legmagasabb pontja. Mellum igen fiatal sziget, kialakulása a 19. század utolsó évtizedeiben vette kezdetét. A háborúk idején katonai támaszpontok működtek rajta. Élővilágának sokszínűsége miatt napjainkban az Alsó-Szászországi Watt-tenger Nemzeti Park legszigorúbban védett területei közé tartozik.

## Kialakulása és földrajza
A sziget igen fiatal. Mellum a Butjadingen-félszigetnek a Jade és a Weser közötti folytatásán kezdett kialakulni a 19. század második felében. A folyamok által szállított homok a mai sziget környékén rakódott le. A hullámverés a dagályok idején képes volt a folyómedrek közelében megülepedett homokot a watt magasabb területeire mozgatni. A hullámzás által folyami homok Mellum helyén fokozatosan felhalmozódott, a régi térképeken a felhalmozódás helyét Hochdünkirchen néven említették. Mellum a 19. század végén bukkant végérvényesen a felszínre, ekkor telepedtek meg rajta az első növények. A sziget területe kezdetben lassan, a 20. század végére gyors iramban növekedett. 
- 1910: 10 hektár
- 1913: 13 hektár
- 1924: 23 hektár
- 1932: 38 hektár
- 2006: 750 hektár

A sziget területének gyorsuló növekedése nem pusztán a természeti erők munkájának eredménye. A hullámverés szállította homok mellett a wilhelmshaveni és brémai kikötők területéről eltávolított üledéket is itt rakták le a kotróhajók kapitányai. Mellum alacsonyabb területei napjainkig sem szakadtak el véglegesen a tengertől. A szigetet több apálymeder is tagolja.

## Történelme

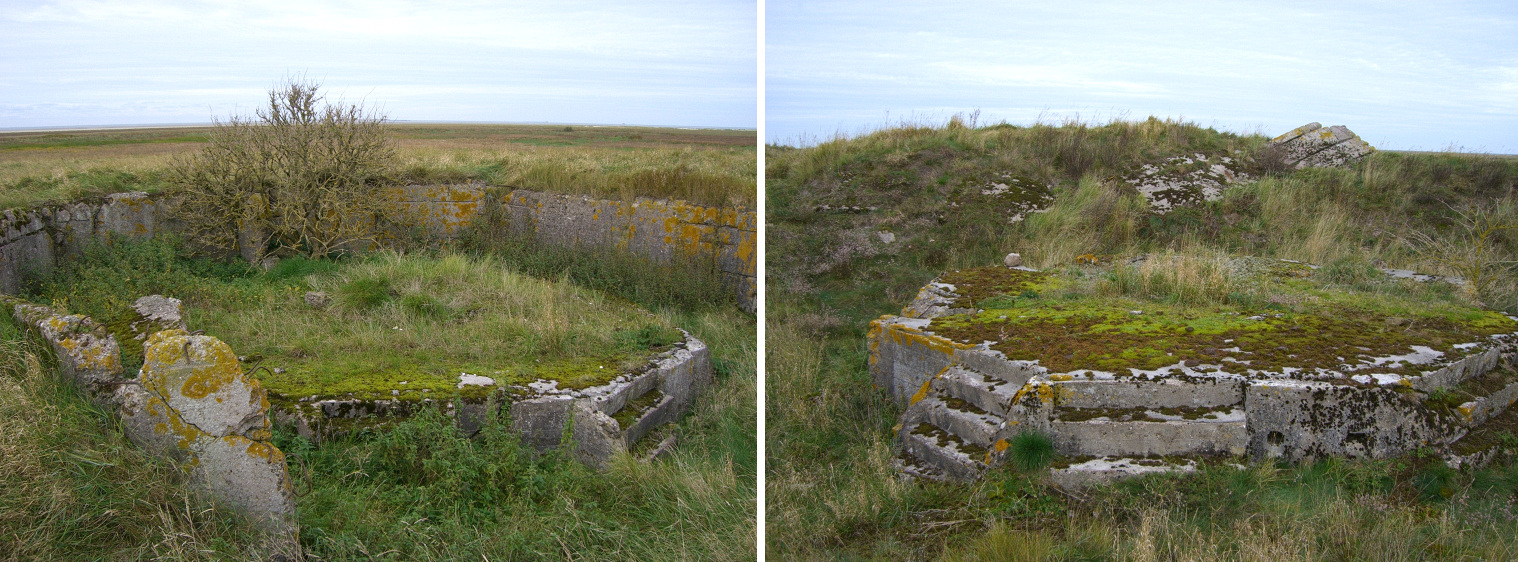
Erődök maradványai

A sziget történetében az emberek csak igen korlátozott szerepet játszottak. 1925-ben alakult meg a Mellum védelmét szorgalmazó civilszervezet, a Mellum-tanács (németül:Mellumrat) Mellum déli részén a második világháború idején egy körtöltést építettek, hogy az védje a vihardagályoktól a szigetre vezényelt légvédelmi üteg személyzetét. A körtöltésen belüli zóna az egyetlen árvízmentes terület Mellumon. A harcok idején a szigeten erődítmények is épültek, ezeknek ma már csak a romjai láthatók. A szigeten szolgáló katonák emlékét a körtöltés mellett elhelyezett emléktábla őrzi. A katonák távozása után a környezetvédők jelentek meg Mellumon. 1950-ben madárvédelmi és megfigyelőállomás létesült a körtöltésen belül. 1983-ban egy édesvizet szállító vezetéket és egy esővízgyűjtő ciszternát is megépítettek, hogy a kutatók vízellátását megoldják. A sziget napjainkban alsó-szász állam tulajdona. Mellum lakatlan, a nyári időszakban kutatócsoportok dolgoznak területén.

## Élővilága

### Növényzet

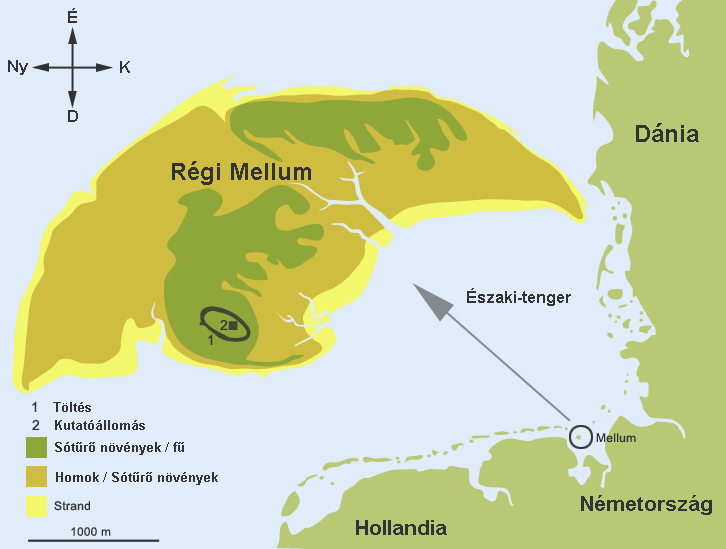
A sziget növényzeti zónái

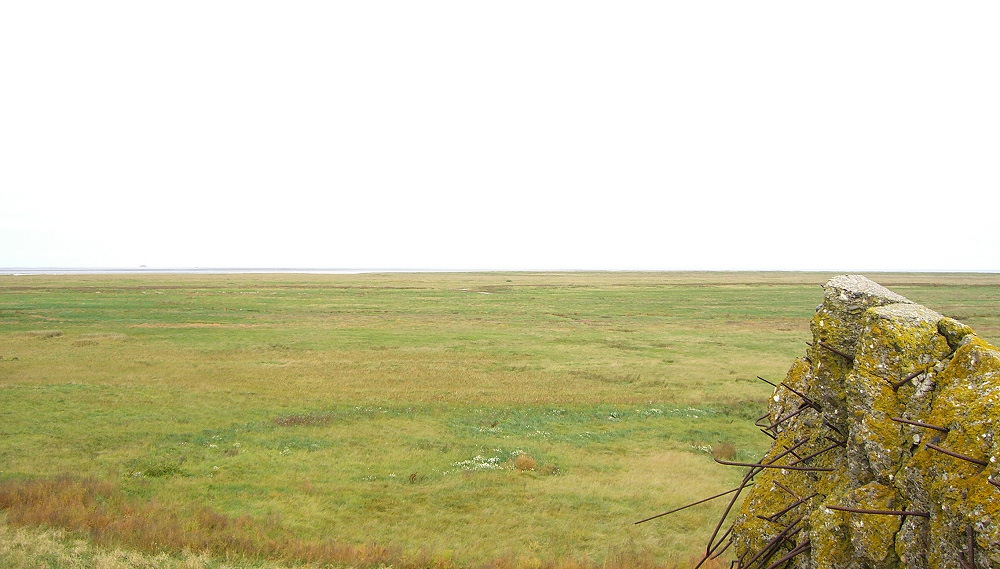
Pillantás a mellumi mezőkre egy volt bunker tetejéről

Mellumon megfigyelhető a növényvilág folyamatos gazdagodása. A pionír növényeket és társulásaikat a sziget régebbi részein egyre összetettebb szisztémák váltják fel. 1906-ban még csak 27 növényfajt jegyeztek fel, mára több mint 200 növényféleség él Mellumon. Ezek jelentős része emberi közreműködéssel érkezett a szigetre a második világháború idején. Egy 1946-os vizsgálat a sziget élővilágához sorolta a hagymát, a petrezselymet a lóbabot, a vörös káposztát illetve a zöldborsót. Napjainkra a kényesebb konyhanövények eltűntek, de a metélőhagyma és a feketegyökér még mindig megtalálható a körtöltés belsejében, de az emberek egykori jelenlétére emlékeztet a kora tavasszal nyíló nárcisz is.
A növényvilág nagyobbik része természetes úton érkezett bevándorló. Ezek közé tartozik a sziki őszirózsa és a sziksósfű. A körtöltésen belüli apró földterületen már a fás szárú növények, a galagonya, a bodza, a fűz és a homoktövis is megtelepedtek. Valószínűleg az emberek ültették a sziget két almafájának egyikét, míg a második már igazi „bennszülött”. Mellumon 2002-ben 35 gombafajt találtak, ezek közül öt szerepel a leginkább veszélyeztetett élőlények listáján.

### Állatvilág
A sziget kialakulása idején a csérfélék fészkelőhelye volt. 1920-ban 7000, különböző fajba tartozó csér fészkelt Mellumon. Az 1930-as években a növényzetre igényesebb ezüstsirályok váltak uralkodó fajjá. A sirályok megjelenésének az oka a növényzet terjedése és  egyre növekvő sokszínűsége. A sirályokat 1939-ben már gyéríteni kellett, mivel veszélyeztették a környék madárvilágának egyensúlyát. Napjaink Mellumját a sirályok uralják, évente 7000 pár hering- és ezüstsirály rikoltozása tölti be a levegőt. Mellettük még 400 csigaforgató számít jelentős költőkolóniának. Összesen 30 madárfaj költ a szigeten, 1991 óta a kárókatonák, 1996 óta a kanalasgém, 1997 óta pedig a dolmányos sirály fészkelőhelye Mellum. Alkalomszerűen a kékes rétihéja, a kis csér és a kis sólyom is költőmadárként van jelen. A tavasz és az ősz folyamán számtalan vándormadárral találkozhatunk a környező homokpadokon, amelyek pihenésként hosszabb időt is eltöltenek itt.
Az emlősöket a borjúfókák és az erdei egerek képviselik. Utóbbiak talán a háború idején a körtöltések építéséhez használt vesszőfonatokon érkeztek Mellumra.

## Természetvédelem és tudományos munka

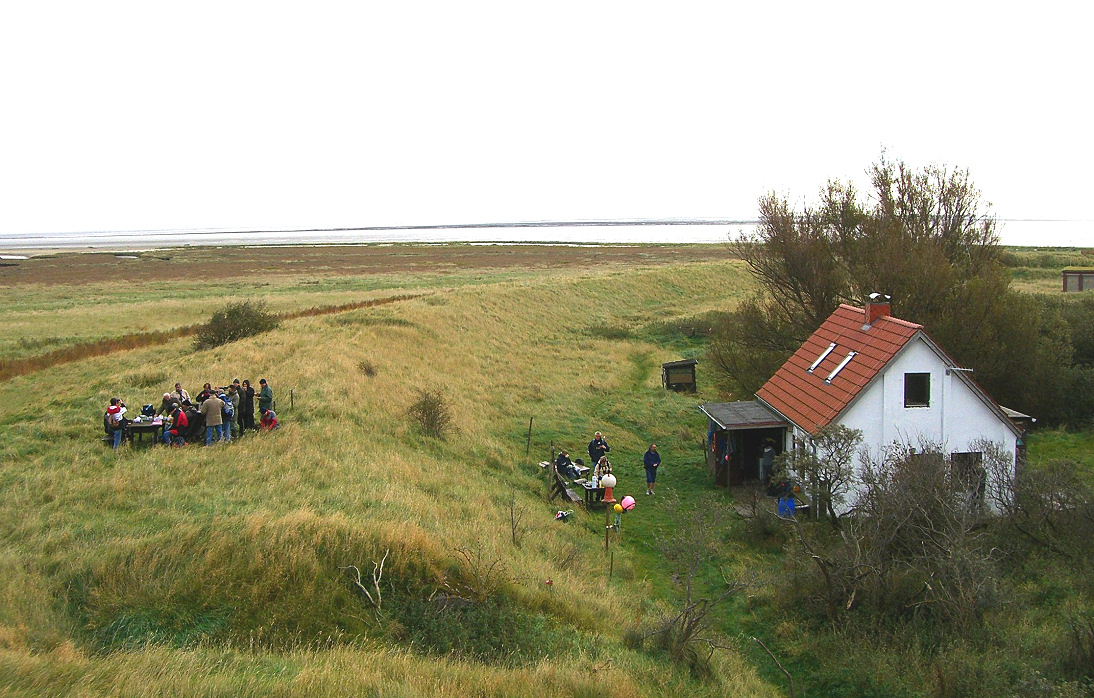
Kutatók munkában

A terület egésze az Alsó-Szászországi Watt-tenger Nemzeti Park legszigorúbban védett zónájába tartozik, meglátogatása kizárólag előzetes engedély beszerzése után lehetséges. A költési időszak elmúltával a Mellum-tanács túrákat szervez a szigetre. 1950 óta működteti a civilszervezet megfigyelőállomását, amelyben egyszerre legfeljebb 10 fő tartózkodhat.
A tudományos munka kezdetben igen mostoha körülmények között zajlott. Az ivóvizet kannákban szállították Mellumra. Azóta nemcsak a vízvezeték, de a telefon és az elektromos hálózat is kiépült.

## Galéria

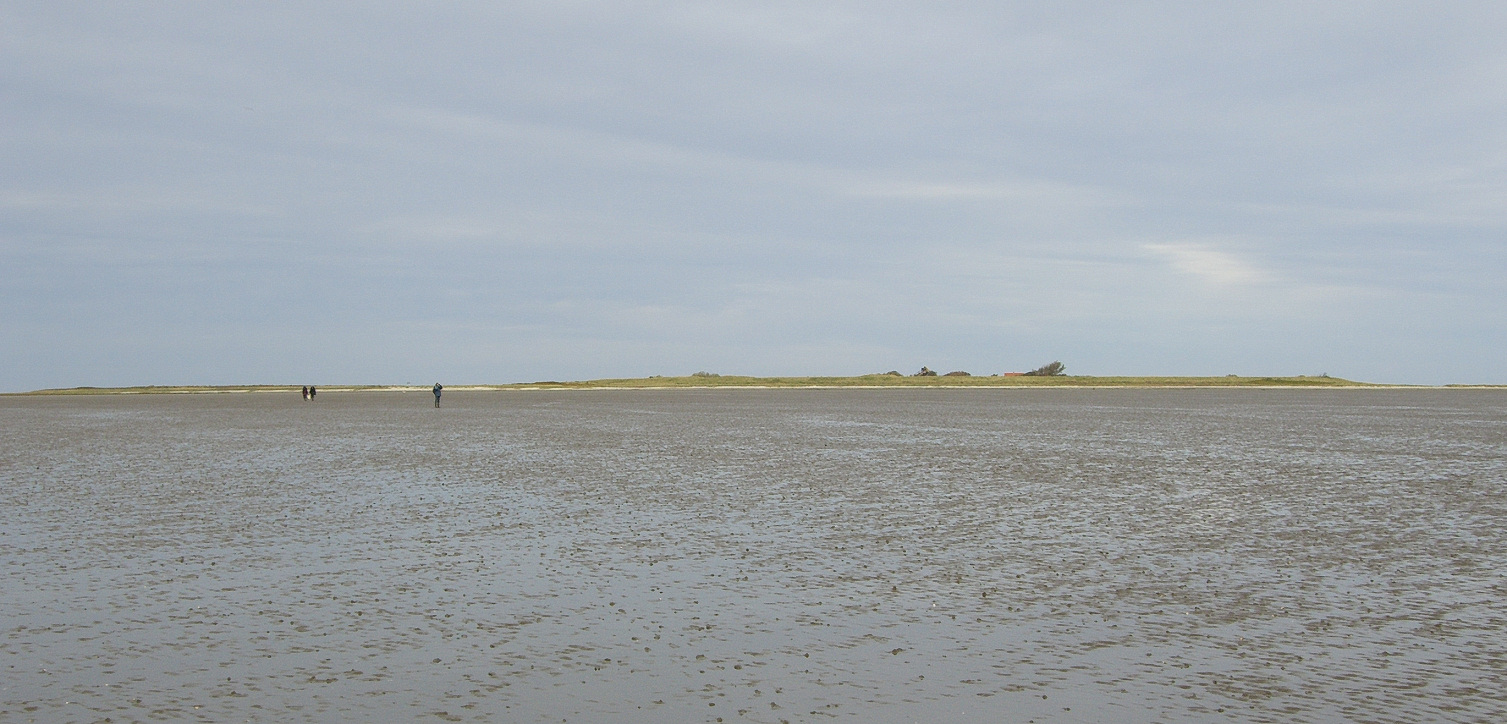
A Mellum körüli watt
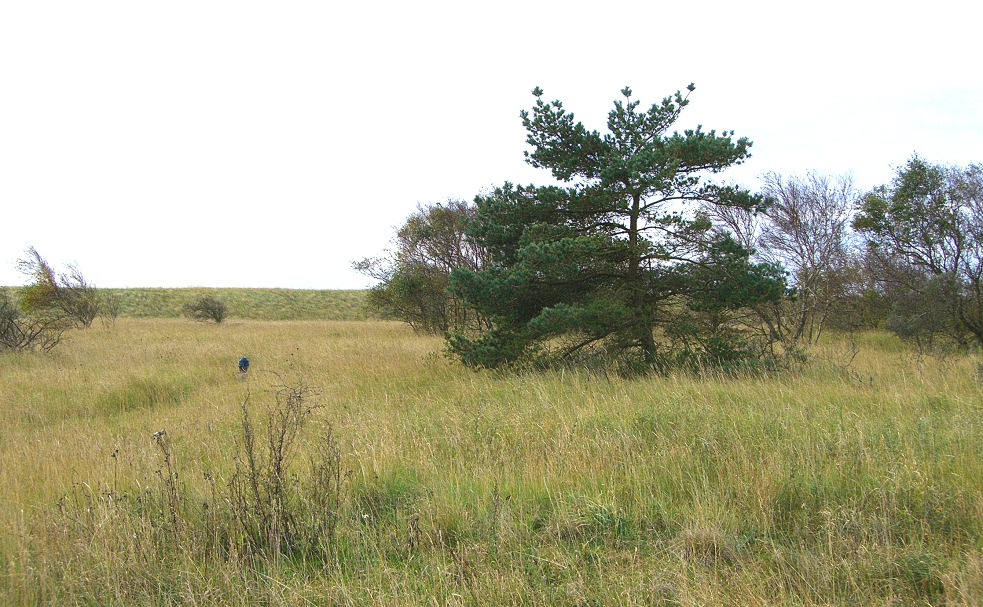
Tűlevelűek a körtöltés belső részén
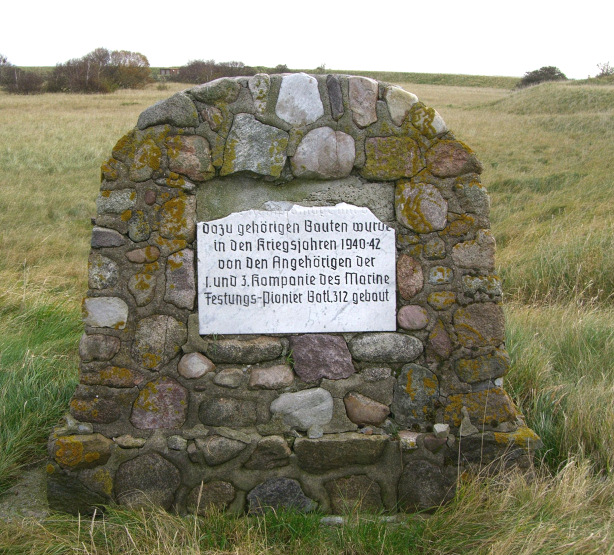
Háborús emlékmű
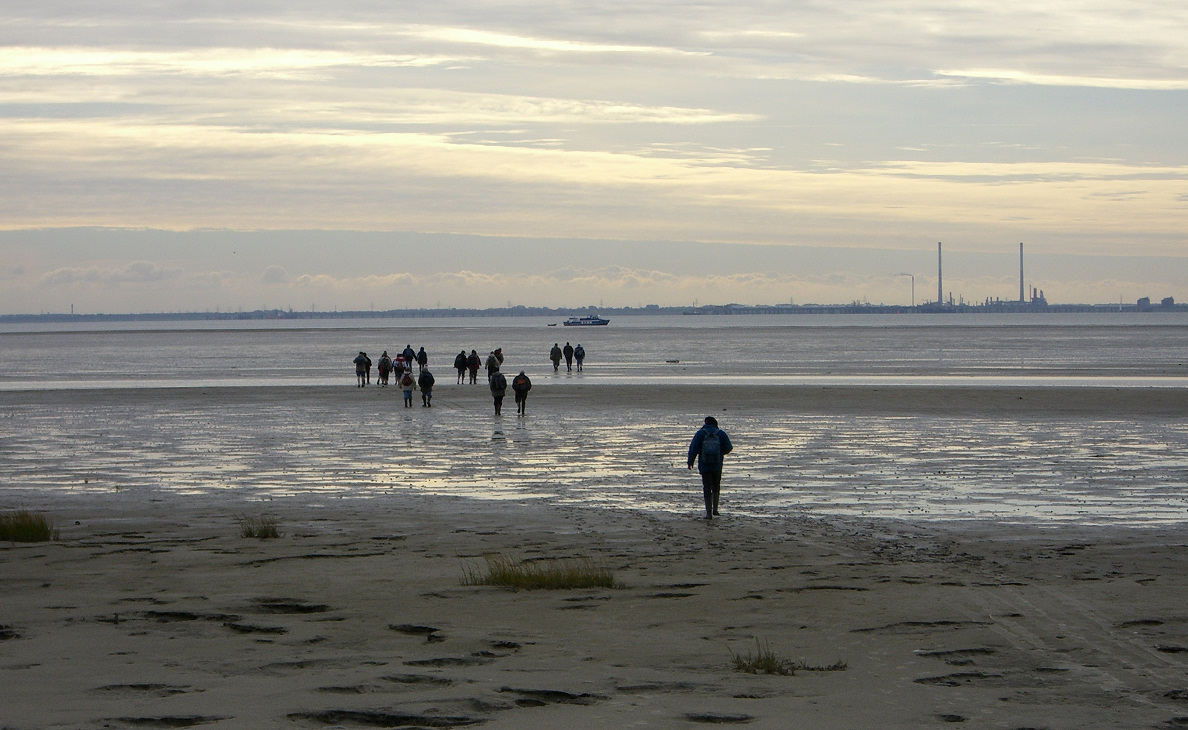
Pillantás a Jade felé

## Fordítás
- Ez a szócikk részben vagy egészben  a   Mellum című német Wikipédia-szócikk ezen változatának fordításán alapul.  Az eredeti cikk szerkesztőit annak laptörténete sorolja fel. Ez a jelzés csupán a megfogalmazás eredetét és a szerzői jogokat jelzi, nem szolgál a cikkben szereplő információk forrásmegjelöléseként.

## Külső hivatkozások
- Mellum Wangerooge honlapján (németül)
- A Mellum-tanács honlapja (németül)
- Képek Mellumról Archiválva 2008. május 10-i dátummal a Wayback Machine-ben (németül)
- Mellum a Google Earth műholdképén (angolul)